# Austrorhynchus hawaiiensis
Austrorhynchus hawaiiensis är en plattmaskart som beskrevs av Tor Karling 1977. Austrorhynchus hawaiiensis ingår i släktet Austrorhynchus och familjen Polycystididae. Inga underarter finns listade i Catalogue of Life.